# Sylvain Fort
Pour les articles homonymes, voir Fort.
Sylvain Fort est un conseiller en communication, germaniste, traducteur, essayiste et critique musical français, né le 31 janvier 1972 à Charenton-le-Pont (Val-de-Marne).
Il est conseiller auprès du président Emmanuel Macron de mai 2017 à septembre 2018, chargé des discours et de la mémoire, puis promu à la responsabilité du pôle communication de l’Élysée jusqu'en janvier 2019, où il démissionne de ses fonctions.

## Biographie

### Origines et formation
Élève au lycée Hélène-Boucher à Paris, Sylvain Fort remporte un 2e prix en version grecque au concours général 1988,.
Il effectue ses classes préparatoires au lycée Henri-IV et intègre l'École normale supérieure (promotion L1991),. Agrégé de lettres classiques en 1994, il devient docteur ès études germaniques de l'université Paris-IV en 2000 sous la direction de Pierre Brunel, sa thèse étant consacrée à l'influence culturelle française dans les drames de jeunesse de Friedrich von Schiller.

### Carrière

#### Littérature et musique
Sylvain Fort enseigne jusqu'en 2002 la littérature comme allocataire-moniteur, puis comme agrégé détaché à l'université Paris-IV et à l'Institut d'études politiques de Paris. Il dirige à partir de 1999 la collection « Tête-à-tête » aux éditions L'Arche, qui publie des essais méconnus ou oubliés d'auteurs classiques ou contemporains, comme Plutarque (traduit par lui-même), Hermann Broch, Frédéric Bastiat, Nicolás Gómez Dávila ou Voltaire. Il entreprend en 1996 la traduction nouvelle des grandes pièces de Friedrich Schiller, jamais refaite depuis plusieurs décennies, aux éditions de L'Arche. Il rédige plusieurs ouvrages publiés aux Presses universitaires de France (PUF), dont Le Cas Schiller et Avec Puccini, ainsi qu'une biographie d'Herbert von Karajan remarquée par France Musique. Il collabore à de nombreuses publications musicales telles que Diapason, Opéra Magazine ou La Lettre du musicien. Il est en particulier directeur de la publication de forumopera.com, dont il assure depuis plusieurs années l'éditorial mensuel et collaborateur régulier de Classica. Il traduit chez Actes Sud les essais impubliés en France de Nikolaus Harnoncourt sur la musique romantique et moderne, qu'il préface, mais aussi les lettres d'Alban Berg à Hanna Fuchs, jamais traduites en français, éditées par l'universitaire Constantin Floros, qui exposent le processus secret de la création de la Suite lyrique de Berg. En mars 2017, le Don Carlos de Schiller est donné à Strasbourg dans la traduction de Sylvain Fort, par la compagnie Epik-Hotel.
Il a été membre du conseil d'administration du Club des normaliens en entreprise.
À partir d'octobre 2020, il devient chroniqueur à L'Express,.

#### Communication et politique
En février 2002, il est recruté au cabinet de Michel Pébereau, président de BNP Paribas, puis devient vice-président au sein de BNP Paribas Corporate and Investment Banking avant de rejoindre en Italie l'équipe d'intégration BNL-BNP Paribas. En 2008, il intègre DGM Conseil, agence de communication comptant parmi ses clients Vincent Bolloré et Bernard Arnault, devient en 2010 directeur des affaires publiques et de la communication de Scor, en 2012 directeur du développement chez Sia Partners avant de co-fonder en 2013 avec Daphné Claude, une agence spécialisée dans la communication d'entreprise et financière, Steele & Holt ; il a revendu ses parts en juillet 2017. En 2005, il dirige le groupe de travail de l'Institut Montaigne sur le patrimoine immobilier de l'État. En 2006, il est rapporteur du groupe « Avoir des leaders dans la compétition universitaire mondiale », dirigé par Philippe Wahl.
Il a été présenté comme ayant conseillé officieusement Laurent Wauquiez en 2010,, ce que l'intéressé a démenti.
En 2011, il rédige un rapport « sur les dirigeants d'entreprise et la haute fonction publique » pour le compte de l'Institut de l'entreprise, étudiant les nouvelles formes de perméabilité entre secteur public et secteur privé. La même année, il participe à quelques reprises au groupe informel qui, réuni autour de l'ancien patron de Vivendi Jean-René Fourtou, « œuvre en secret à la réélection de Nicolas Sarkozy » lors de l'élection présidentielle française de 2012. Il rencontre plusieurs fois Nicolas Sarkozy et côtoie entre autres Étienne Mougeotte et Charles Villeneuve dans ce cadre.
Sylvain Fort rejoint l'équipe d'Emmanuel Macron lors de la campagne présidentielle de 2017 comme conseiller à la communication le 30 août 2016,,. Certains journalistes ont évoqué les controverses qu'il aurait eues avec eux pendant la campagne,. Il rejoint en mai 2017 le cabinet de la présidence de la République comme conseiller chargé aux discours et à la mémoire,. Ce nouveau poste à l'Élysée a notamment la responsabilité des relations avec les intellectuels et des questions en lien avec la mémoire. À partir d'octobre 2018, il reprend la main sur la cellule communication, après le départ de Bruno Roger-Petit. Le 2 janvier 2019 est rendue publique son intention de quitter ses fonctions avant la fin du mois de janvier. Dans Le Parisien, il indique qu'il en a informé le président depuis plusieurs semaines, tout en l'ayant assuré de sa totale fidélité.
En 2019, il est chargé de superviser la collection artistique de François Pinault, à la suite de Jean-Jacques Aillagon, poste qu'il quitte en février 2020. Il rejoint alors le cabinet d'intelligence économique français Avisa Partners comme associé, de mars 2020 à mars 2022, avant de démissionner pour d’autres projets.
En juin 2022, La Lettre A annonce des pourparlers avec l'agence FGS Global (en)(anciennement Finsbury). Le même mois, il rejoint l'agence en tant qu'associé (Partner).
En 2024, il est chargé de la mise en œuvre de la politique muséale de l'Arabie saoudite.

## Publications

### Ouvrages
- Saint-Exupéry penseur, Folio-Essais, Gallimard, 2024.
- La musique souvent nous prend comme une mer, éditions Le Passeur, 2023  (ISBN 9-782368-9098-12)
- Odysséennes. Cinq femmes homériques, Paris, Editions des Busclats, 3 février 2022, 131 p. (ISBN 978-2-36166-175-5)
- Verdi l’insoumis, Robert Laffont, 2020.
- In Memoriam, éditions Papiers Musique, 2019.
- Saint-Exupéry Paraclet, Paris, PGDR, 2017, 91 p. (ISBN 978-2-36371-201-1)[47]
- Herbert von Karajan : Une autobiographie imaginaire, Arles, Actes Sud, coll. « Classica », 2016, 154 p. (ISBN 978-2-330-06852-3 et 2-330-06852-2, OCLC 965364896, BNF 45130530)
- Puccini  (préf. Roberto Alagna), Arles, Actes Sud, coll. « Classica », 2010, 120 p. (ISBN 978-2-7427-9329-7 et 2-7427-9329-1, OCLC 833151557, BNF 42278908)
- Friedrich Schiller, Paris, Éditions Belin, coll. « Voix allemandes », 2003, 192 p. (ISBN 2-7011-2996-6, OCLC 402158721, BNF 39003938)
- Avec Puccini, Paris, Presses universitaires de France, coll. « Musique et musiciens », 2002, 214 p. (ISBN 2-13-052016-2, OCLC 49900989, BNF 38830436)
- Les Lumières françaises en Allemagne : Le Cas Schiller, Paris, Presses universitaires de France, coll. « Écriture », 2002, 232 p. (ISBN 2-13-052837-6, OCLC 231982186, BNF 38902724)
- Le Romantisme : anthologie  (présentation, notes, chronologie et dossier par Sylvain Fort), Paris, Flammarion, coll. « GF Étonnants classiques » (no 162), 2002, 96 p. (ISBN 2-08-121488-1, OCLC 859736124, BNF 38842296)
- Lire le Quatrevingt-treize de Victor Hugo : leçon littéraire, Paris, Presses universitaires de France, coll. « Major », 2002, 123 p. (ISBN 2-13-073239-9, OCLC 918814544, BNF 38877012)[48]
- Leçon littéraire sur l'amitié, Paris, Presses universitaires de France, coll. « Major », 2001, iv-128 (ISBN 2-13-052101-0, OCLC 214967445, BNF 37688889)

### Traductions
- Nikolaus Harnoncourt (trad. de l'allemand), La Parole musicale : propos sur la musique romantique [« Mozart Dialoge und “Töne sind höhere Worte”, Gespräche über romantische Musik »], Arles, Actes Sud, 2016, 233 p. (ISBN 978-2-330-03407-8, OCLC 919582905, BNF 43890948)
- Constantin Floros, Alban Berg et Anna Fuchs (trad. de l'allemand, avant propos de Jean-Guihen Queyras), Alban Berg et Hanna Fuchs : suite lyrique pour deux amants [« Alban Berg und Hanna Fuchs. Die Geschichte einer Liebe in Briefen »], Arles, Actes Sud, 2013, 226 p. (ISBN 978-2-330-02687-5, OCLC 972832780, BNF 43759441)[49]
- Friedrich von Schiller (trad. de l'allemand), Guillaume Tell [« Wilhelm Tell »], Paris, L'Arche, 2003, 166 p. (ISBN 2-85181-529-6, BNF 38953163)[50]
- Friedrich von Schiller (trad. de l'allemand), De la poésie naïve et sentimentale [« Über naive und sentimentalische Dichtung »], Paris, L'Arche, 2002, 112 p. (ISBN 2-85181-513-X, BNF 38900234)
- Léonard de Vinci (trad. de l'italien), Éloge de l'œil : suivi de Le Peintre et la Peinture [« Elogio dell'occhio ; Il pittore e la pittura »], Paris, L'Arche, 2001, 59 p. (ISBN 2-85181-489-3, BNF 37640913)
- Friedrich von Schiller (trad. de l'allemand), Cabale et Amour : drame bourgeois [« Kabale und Liebe »], Paris, L'Arche, 1999, 146 p. (ISBN 2-85181-425-7, BNF 36979244)[51]
- Friedrich von Schiller (trad. de l'allemand), Les Brigands : drame [« Die Räuber »], Paris, L'Arche, 1998, 177 p. (ISBN 2-85181-405-2, BNF 36971599)[52]
- Friedrich von Schiller (trad. de l'allemand), Marie Stuart [« Maria Stuart  »], Paris, L'Arche, 1998, 178 p. (ISBN 2-85181-417-6, BNF 36997321)[53]
- Friedrich von Schiller (trad. de l'allemand), Don Carlos [« Don Karlos, infant von Spanien »], Paris, L'Arche, 1997, 265 p. (ISBN 2-85181-397-8, BNF 36184196)[54]

### Ouvrages collectifs
- « La vie d'un homme », dans Bertrand Dermoncourt, Tout Verdi, Paris, Robert Laffont, coll. « Bouquins », 2013, 850 p. (ISBN 978-2-221-11545-9, BNF 43668080), p. 3-86
- Bertrand Demoncourt (dir.), L'Univers de l'opéra, Paris, Robert Laffont, coll. « Bouquins », 2012, 1210 p. (ISBN 978-2-221-11546-6, BNF 42778591)

### Articles
- « L'Art du Lied », Diapason, Paris, no 535,‎ avril 2006, p. 64–69 (ISSN 1292-0703)

### Notices discographiques
- (fr + de + en) Hugo Wolf, Johannes Brahms, Henri Duparc [et al.], Recital at La Monnaie – José van Dam (baryton-basse) ; Maciej Pikulski (piano) ; La Monnaie (7 mai 1997), Bruxelles, Paris, Cypres CYP8604) 23 p. (BNF 42584655)
- (fr + en) Édouard Lalo, Fiesque ; Roberto Alagna (Fiesque), Michelle Canniccioni (Léonore) ; Béatrice Uria-Monzon (Julie) ; [et al.] ; Chœur de la Radio lettone, Sigvards Kļava (chef de chœur) ; Orchestre national de Montpellier Languedoc-Roussillon, Alain Altinoglu (direction) (Opéra Berlioz Le Corum 27 juillet 2006, DG 476 454-7) 34 et 58 p. (notice avec Hugh Macdonald) (BNF 42512893)
- (fr + de + en) Franz Schubert, Schwanengesang et autres lieder – Dietrich Henschel (baryton) ; Fritz Schwinghammer (piano) (Salle de musique de La Chaux-de-Fonds octobre 2007), Ambroisie) AM 138) 33 p. (notices et traduction des lieder avec Dietrich Henschel) (BNF 41419312)
- (fr + en) Philippe Boesmans, Yvonne, princesse de Bourgogne – Dörte Lyssewski (Yvonne) ; Paul Gay (le roi Ignace) ; Mireille Delunsch (la reine Marguerite) [et al.] ; Les Jeunes Solistes (ensemble vocal), Rachid Safir (chef de chœur) ; Klangforum Wien (ensemble instrumental), Sylvain Cambreling (direction) (Opéra Garnier janvier 2009) Cypres CYP463) 39 p. (notices avec Gérard Condé) (BNF 42322889)
- (fr + en) Jean-Sébastien Bach, Concertos pour clavecin BWV 1052, 1053, 1055 et 1056 – Béatrice Martin (clavecin) ; Les Folies françoises (it) (ensemble instrumental) ; Patrick Cohën-Akenine (violon et direction) ; École supérieure de musique de Catalogne (2-5 janvier 2009), Cypres CYP1661)19 p. (BNF 42380268)
- (fr + en) César Franck, Le Chasseur maudit ; Les Djinns ; Les Éolides ; Variations symphoniques pour piano et orchestre – Orchestre philharmonique royal de Liège, François-Xavier Roth (direction), Cédric Tiberghien (piano), Salle philharmonique de Liège (22-25 juillet 2009, Bruxelles, Paris, Cypres CYP7612) 18 p. (BNF 42579918)
- (fr + en) Karol Beffa, Concerto pour alto et orchestre à cordes ; Concerto pour harpe et orchestre à cordes ; Dark pour piano et orchestre à cordes ; Nuit obscure pour voix et orchestre à cordes ; Dédale pour orchestre à cordes (et harpe ad lib.) ; Rainbow pour piano et orchestre à cordes – Ensemble Contraste, dir. Johan Farjot, Karol Beffa (piano) ; Emmanuel Ceysson (harpe) ; Karine Deshayes (mezzo-soprano) ; Arnaud Thorette (alto) (2015, Aparté AP108)
- Bach, Suites et Ouverture pour clavier, BWV 809, 825, 831 – Fabrizio Chiovetta, clavecin (25 au 27 mars 2015, Aparté AP 126) (OCLC 989677056)

## Décoration
- Chevalier des Arts et des Lettres (2020)[55]
- Prix Louis-Barthou 2022[56]